# Valea Roșie, Caraș-Severin
Valea Roșie este un sat în comuna Șopotu Nou din județul Caraș-Severin, Banat, România.